# عصبون النطاق الديناميكي الواسع
اكتُشفت عصبونات النطاق الديناميكي الواسع (دبليو دي آر) للمرة الأولى بواسطة مندل في عام 1966. نجحت الدراسات المبكرة على هذه الأعصاب إثبات ما يُعرف باسم نظرية تحكم البوابة بانتقال الألم. يتمثل المفهوم الأساسي الكامن خلفها في قدرة المنبهات غير الألمية على إغلاق مسارات المنبهات الألمية، ما يثبط الاستجابات الألمية المحتملة. لاقت هذه النظرية الدعم بواسطة عصبونات النطاق الديناميكي الواسع التي ثبت دورها في الاستجابات الألمية وغير الألمية على حد سواء، بالإضافة إلى عدم قدرة هذه العصبونات على إنتاج أكثر من استجابة واحدة في وقت واحد. تستجيب عصبونات النطاق الديناميكي الواسع لمختلف المنبهات الحسية الجسدية، وتكوّن الغالبية العظمى من العصبونات الموجودة في العمود السنجابي الخلفي للنخاع وتمتلك القدرة على إنتاج الاستجابات طويلة النطاق بما في ذلك تلك المسؤولة عن الألم والحكة.

## الدور في الاستجابات الألمية
يوجد مساران محتملان من الممكن اتباعهما عند وجود منبه ألمي. تشارك العصبونات الحسية الألمية من الصفيحة 1 أو عصبونات النطاق الديناميكي الواسع في هذه العملية. تستطيع عصبونات النطاق الديناميكي الواسع الاستجابة للمنبهات الكهربائية، والميكانيكية والحرارية. يتسم العمود الظهري بلدونة معيبة، ما يساعد على تطور ألم الاعتلال العصبي بعد أذية العصب. يسمح هذا بحالة فرط الاستثارية التي ناقشها المقال سابقًا، ما ينتهي بتطور الألم المزمن. يسمح مسار الألم الفريد من نوعه الخاص بعصبونات النطاق الديناميكي الواسع باستخدام المعلومات المتعلقة بالمنبه في تخطيط شدة الألم عبر التمييز الحسي.
يوجد نوعان رئيسيان من الألم الذي يمكن اختباره في الجسم: الألم الناجم عن تلف نسج الجسم والألم الناجم عن التلف العصبي. يعمل حس الألم كعلامة أو تحذير من تلف النسيج ويساهم في الحفاظ على اتزان الجسم وقدرته الوظيفية. تخضع إشارات الألم للعمل المشترك بين الجهازين العصبيين المركزي والمحيطي. ينتج نوع الألم الآخر، الذي يُعرف باسم ألم الاعتلال العصبي، عن وجود مرض أو مشكلة مباشرة مؤثرة على الأعصاب في الجهاز العصبي المركزي. تتميز مجموعة فرعية من آلام الاعتلال العصبي، التي تُعرف باسم ألم الاعتلال العصبي المزمن، بمدته الطويلة وشدة الألم العالية. على الرغم من الافتقار إلى المعلومات الدقيقة حول السبب المباشر لهذا الألم المزمن، أمكن العثور على ارتباط بينه وبين عصبونات النطاق الديناميكي الواسع. تظهر هذه العصبونات درجة كبيرة من التنشيط بواسطة التنبيه الودي على عكس أنواع العصبونات الأخرى، مثل عصبونات حس الألم المتخصصة (إن إس) التي لا تظهر المستوى نفسه من التنشيط. من الواضح أن إغلاق المسارات الودية من شأنه إنقاص الألم، بينما تعود أعراض الألم إلى الظهور بمجرد زوال الانغلاق. يشير هذا إلى دور فرط تنبيه عصبونات النطاق الديناميكي الواسع عن طريق التنبيه الودي كأحد الآليات المعقدة العديدة المسؤولة عن تطور هذا الألم الاعتلالي العصبي المزمن.
تشمل إحدى الجوانب الأخرى التي تلعب دورًا في ألم الاعتلال العصبي قناة المستقبلات العابرة التي تُعرف باسم «تي آر بّي إيه 1». تُعرف هذه القناة بتأثيرها على أمراض وإصابات الألم المزمن مثل الالتهاب، والداء السكري، والألم العضلي الليفي. والتهاب الشعب الهوائية والنفاخ الرئوي. تشكل عصبونات النطاق الديناميكي الواسع جزءًا كبيرًا من النظام الحسي الجسدي، إذ تساعد في إرسال الإشارات واستقبالها بالاعتماد على التغيرات الحسية في الجسم. أظهرت قناة «تي آر بّي إيه 1» ارتباطًا وثيقًا بدرجة الحرارة والإحساس بالألم في العصبونات الحسية الواردة الأولية ويمكن ملاحظتها بشكل كبير في العصبونات الحسية المدركة للألم في العقد الجذرية الظهرية. من المعروف أن تثبيط «تي آر بّي إيه 1» مسؤول عن العديد من الأمراض الالتهابية أو الاعتلالية العصبية بسبب تضخيم الألم وفرط الحساسية الألمية. يساهم هذا المجال الدراسي في مواصلة الأبحاث المتعلقة بكيفية استهداف بعض جوانب الأمراض الالتهابية أو الاعتلالية العصبية الزمنة التي تشمل الاستجابات الحسية المتعلقة بعصبونات النطاق الديناميكي الواسع، بالإضافة إلى كيفية السيطرة عليها.